# Horní Meziříčko
Pour les articles homonymes, voir Meziříčko.
Horní Meziříčko (en allemand : Ober Meseritschko) est une commune du district de Jindřichův Hradec, dans la région de Bohême-du-Sud, en République tchèque. Sa population s'élevait à 111 habitants en 2020.

## Géographie
Horní Meziříčko se trouve à 12 km à l'est de Jindřichův Hradec, à 60 km au nord-est de České Budějovice et à 118 km au sud-est de Prague.
La commune est limitée par Zahrádky au nord, par Jilem et Horní Němčice à l'est, par Studená au sud et par Strmilov à l'ouest.

## Histoire
La première mention écrite du village date de 1361.

## Source
- (cs) Cet article est partiellement ou en totalité issu de l’article de Wikipédia en tchèque intitulé « Horní Meziříčko » (voir la liste des auteurs).